# Тасгетіум

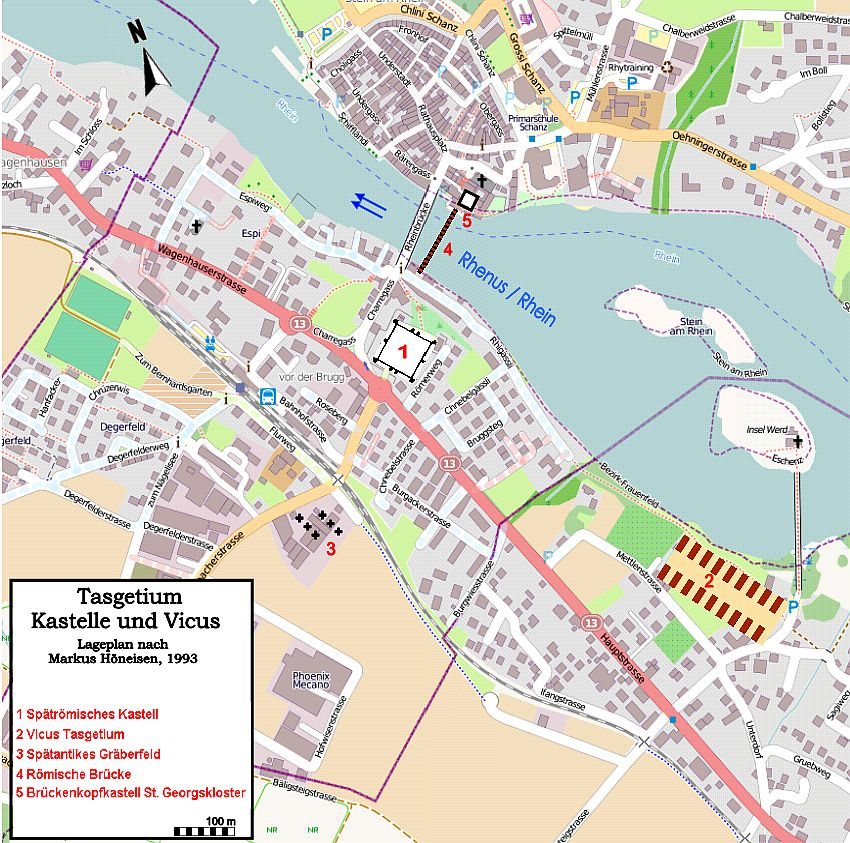
Загальна схема розташування каструму та цивільного поселення: 1. каструм III—V ст., 2. поселення I—II ст., 3. поховання III—V ст., 4. кам'яний римський міст, 5. вежа на північному березі Рейну

Тасгетіум (лат. Tasg(a)etium) — назва кельтсько-римського поселення (вікусу) на території сучасної громади Ешенц у швейцарському кантоні Тургау і розташованого за 500 метрів на захід від нього каструму на території міського району Vor der Brugg (з нім. перед мостом) міста Штайн-ам-Райн у кантоні Шаффгаузен.

## Географія та назва поселення
Тасгетіум перебував на лівому, південному березі Рейну, біля його витоку з так званого Нижнього озера (лат. Lacus Acronius). Прирейнські землі, які римляни завоювали близько 15 року до н. е. в результаті альпійського походу Друза і Тиберія, входили спочатку до складу провінції Реція і від кінця III століття у провінцію Максима Секванорум (лат. Maxima Sequanorum). Римляни використали природну можливість побудови тут пальового моста через острови Верд, що лежать посередині течії Рейну; так Тасгетіум було включено до системи римських торгових і військових шляхів з виходом до каструмів Ad Fines (сучасний Пфін) і Vitudurum (сучасний Вінтертур) — на півдні, і в бік Дунаю — на півночі. На північному березі Рейну в'їзд на міст прикривала оборонна вежа, тоді як на південному березі вздовж дороги поступово виникло невелике поселення, яке при римлянах отримало назву Тасгетіум. Однак міст існував тут і до приходу римлян, принаймні (за різними датуваннями) між 50 і 82 роками до н. е., що говорить на користь доримського кельтського поселення, ймовірно, заснованого якимось Тасго, або названого на його честь.

## Каструм Тасгетіум

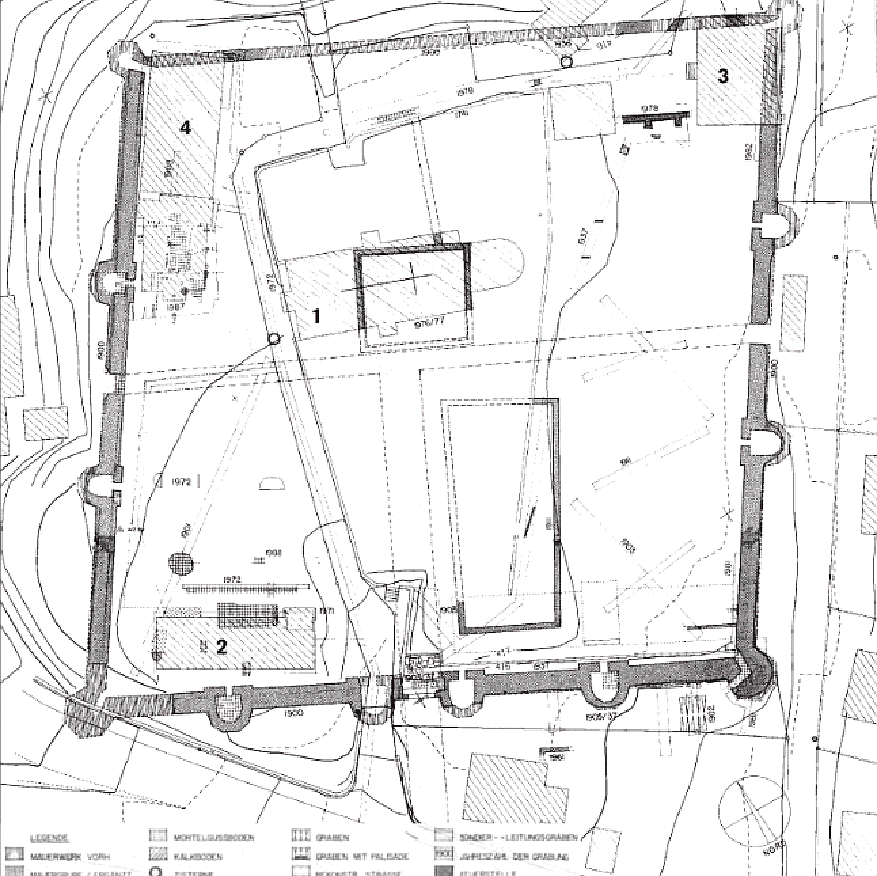
Схематичний план каструму

Згідно з археологічними даними, Вікус Тасгетіум був успішним ремісничим поселенням із власним ринком та змішаним населенням. Однак, падіння Верхньонімецького лімесу в III столітті вивело на перший план проблеми безпеки, змістивши північний кордон Імперії на південь до Рейну, що призвело до будівництва в Тасгетіумі каструму, одного з багатьох на Дунай-Іллер-Рейнському лімесі, який входив у оборонну лінію Базилія (Базель) — Тене (Цурцах) — Констанція (Констанц) — Фелікс Арбор (Арбон) — Бригантинум (Брегенц). Укріплення на пагорбі навпроти сучасного Штайн-ам-Райна, що займало всього близько 0,8 га (88 х 91 м), остаточно облаштовано після закінчення періоду внутрішніх негараздів, мабуть, за правління імператора Діоклетіана між 293 і 305 роками, про що свідчить знайдений під час розкопок напис. Під захистом каструму незабаром облаштовано новий, можливо, кам'яний міст через Рейн, захищений на північному березі, як і раніше, потужною вежею, фундаменти якої знайшли під час розкопок у колишньому середньовічному монастирі Св. Георгія. Приблизно у цей час, на початку IV століття на південь від каструму виникло нове цивільне поселення.
Які саме військові підрозділи розташовувалися в Тасгетіумі, залишається нез'ясованим, але, зважаючи на дуже скромні розміри каструму, найпевніш ідеться про допоміжні підрозділи.
Також невідомо, коли саме каструм залишено і що сталося з населенням вікусу після падіння Римської імперії. Достовірно встановлено лише, що взимку 401—402 років каструм додатково укріплено, але, найпевніше, залишено невдовзі після прориву рейнського кордону 406—407 років. З археологічної та історичної точки зору можна припустити, що каструм використовували й надалі, а римські солдати, які перестали отримувати платню, якщо такі залишалися в Тасгетіумі, асимілювалися. Під час розкопок на початку XX століття в каструмі ідентифіковано сліди алеманського поселення кінця V — початку VI століття, а поза його стінами — низку поховань цього неспокійного періоду. Також виявлено фундаменти церкви середини VI століття, ймовірно, ранньохристиянської церкви Св. Івана, згаданої 799 року як церква auf Burg (з нім. «у замку», або «на пагорбі»).

## Археологічні дослідження

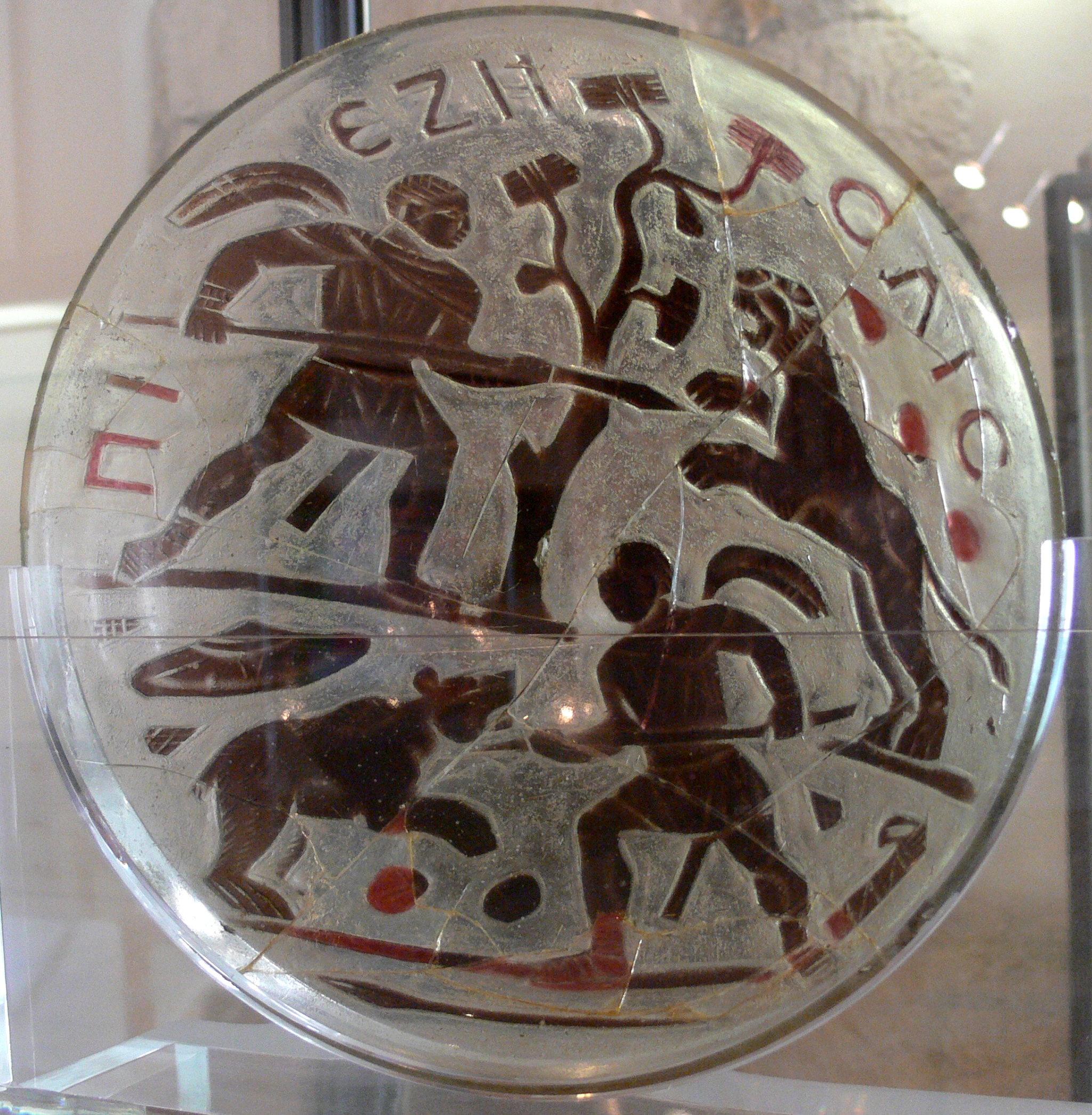
Знайдена в похованні IV століття скляна чаша зі сценами полювання та грецьким написом «Пий і живи»

Завдяки вологим ґрунтам, що зберігають не лише кераміку, а й численні органічні фрагменти (деревину, шкіру, тканину), археологічний район Штайн-ам-Райна та Ешенца вважають одним із найважливіших та перспективних у північній Швейцарії. Причому перші археологічні пошуки біля колишнього каструму Тасгетіум породжено знайденого 1741 року під час будівництва стіни цвинтаря напису, присвяченого річковому богу Рейну. Пізніше, в 1874—1875 роках руїни римських терм досліджував Бернгард Шенк. У 1931—1935 роках здійснено комплексні розкопки на островах Верд, під час яких знайдено як кістяки старих мостових конструкцій, так і численні фрагменти кераміки.
Найцікавіші знахідки виставлено в музеї Всіх Святих у Шаффгаузені, а також в Археологічному музеї кантону Тургау у Фрауенфельді.
Крім того, Тасгетіум є пунктом на «Римському шляху Неккар-Альб-Ааре» (нім. Römerstrasse Neckar-Alb-Aare) і на велосипедному маршруті навколо Боденського озера (нім. Bodenseeradweg).